# Presence (album de Petit Biscuit)
Pour les articles homonymes, voir Présence.
Albums de Petit Biscuit
Petit Biscuit (EP)
(2016)
Presence est le premier album studio de Petit Biscuit sorti le 10 novembre 2017 via son label, Petit Biscuit Music.

## Contexte
En 2015, à 15 ans et demi, Petit Biscuit sort le titre Sunset Lover qui lui permet d'accéder à une notoriété mondiale,. En mai 2016, il sort un EP intitulé Petit Biscuit et continue les concerts et joue dans des festivals pendant ses vacances scolaires, étant toujours lycéen. En juin 2017, Petit Biscuit obtient son baccalauréat scientifique mention très bien. Son album Presence sort en novembre 2017.

## Enregistrement
L'album est écrit, réalisé et mixé par Petit Biscuit avec la participation de Bipolar Sunshine, Panama ou Lido (en). Le mastering est réalisé par Antoine « Chab » Chabert.

## Caractéristiques artistiques

### Musique
L'album compte 14 titres qui alternent entre morceaux avec une voix ou en instrumental. Les titres On The Road et Forever Being sont notamment chantés par Petit Biscuit. L'album contient également des collaborations avec d'autres artistes, comme sur les titres Waterfall ou Wake Up. Le titre Gravitation est coécrit avec Møme. Le morceau Problems est chanté par Lido (en).
Petit Biscuit compose des titres grand public comme Problems ou des morceaux dubstep comme le titre Presence.

## Parution
L'album Presence sort le 10 novembre 2017, jour d'anniversaire de la majorité de Petit Biscuit. L'album sort sur son propre label, Petit Biscuit Music.

## Réception
L'album devient disque d'or cinq mois après sa sortie. Le single Problems, issu de l'album, est certifié disque d'or en décembre 2020.

## Liste des titres
| No  | Titre                                            | Durée |
| --- | ------------------------------------------------ | ----- |
| 1.  | Creation Comes Alive (avec Sonia Ben Ammar)      |       |
| 2.  | Problems (avec Lido)                             |       |
| 3.  | Follow Me                                        |       |
| 4.  | Beam                                             |       |
| 5.  | Break Up                                         |       |
| 6.  | Gravitation (avec Møme et Isaac Delusion)        |       |
| 7.  | On the Road                                      |       |
| 8.  | Wake Up (avec Cautious Clay et Bipolar Sunshine) |       |
| 9.  | Presence                                         |       |
| 10. | Oceans                                           |       |
| 11. | Waterfall (avec Panama)                          |       |
| 12. | Sunset Lover                                     |       |
| 13. | Forever Being                                    |       |
| 14. | The End                                          |       |

## Certifications
| Pays   | Organisme | Certification |
| ------ | --------- | ------------- |
| France | SNEP      | Or            |